# Исијавање (роман)
Исијавање (енгл. The Shining) је хорор роман америчког аутора Стивена Кинга, објављен 1977. године. Ово је Кингов трећи роман, као и први бестселер, чији је успех свог писца учинио једним од најпознатијих аутора хорор жанра. Радња романа и ликови инспирисани су пишчевим животним искуством: посетом хотелу „Стенли”, као и проблемима са алкохолом. Роман је 1980. адаптиран у истоимени филм, као и мини-серију 1997. године. Наставак књиге објављен је 2013, под насловом Dr Sleep, који такође има своју филмску адаптацију.
Исијавање прати Џека Торенса, писца и бившег алкохоличара, који прихвата посао чувара у хотелу „Видиковац”. У хотел одлази са својом породицом, женом Венди и сином Денијем, који поседује „исијавање”, способност која му дозвољава да види узнемирујућу прошлост хотела. Недуго након што завеје снег, натприродне моћи хотела обузеће Џека и он ће постати највећи непријатељ сопствене породице.
Књигу је у Србији први пут објавила издавачка кућа Алнари 2011. године, у преводу Душана Мишића.

## Радња
Џек Торенс, његова жена Венди и њихов петогодишњи син Дени селе се у хотел „Видиковац” у Колораду где је Џек прихватио посао чувара у зимском периоду. Џек је писац и лечени алкохоличар, који има проблеме са контролом беса, због кога је једном приликом поломио Денијеву руку и изгубио посао професора након што је претукао једног од ученика. Џек се нада да ће изолованост хотела помоћи његовој породици да се зближи и опрости му, као и да ће му дати мотивацију да настави са писањем. Венди и Џек не знају да њихов син поседује моћ „исијавања”, које му омогућава да чита мисли, као и да види будућност. Денију се често привиђа Тони, дечак старији од њега који му говори ствари које ће се десити у будућности. Торенсови долазе у хотел током последњег дана сезоне и обилазе га уз пратњу менаџера. У хотелској кухињи упознају Дика Халорана, кувара који поседује моћ сличну Денијевој. Халоран је свестан да Дени може да види узнемирујуће догађаје из прошлости хотела и говори му да само окрене главу ако види тако нешто и да ће све те ствари нестати, а ако се нађе у опасности, може га мислима позвати и он ће доћи. Тражи од њега да му обећа да неће улазити у собу број 217. Гости и особље напуштају хотел и остављају породицу Торенс саме у хотелу.
Након што се породица смести у „Видиковцу”, Дени почиње да виђа духове и има халуцинације. Дени не говори својим родитељима о халуцинацијама које има, јер осећа да је очева брига о хотелу важнија. Венди жели да остави Џека самог у хотелу, како би се посветио послу чувара и писању, али Дени одбија њен предлог, јер зна да ће Џек са њима бити срећнији; он воли свог оца, упркос томе што му је поломио руку. Ипак, Дени ускоро схвата да његово присуство буди натприродне моћи хотела и претвара одјеке његове трагичне прошлости у озбиљне претње. Привиђења добијају живу форму, а животиње од живе ограде испред хотела се померају и нападају Денија. Дени успева да тајно узме кључ и из радозналости оде у собу број 217, где у купатилу проналази мртву жену. Када снег завеје хотел, породица Торенс се налази изолована од остатка света.
„Видиковац” безуспешно покушава да запоседне Денија, али полако обузима Џека, када он пронађе књигу у којој су забележени сви узнемирујући догађаји у историји хотела. Џек полако подлеже грозници брвнаре и постаје све нестабилнији, па током једног кошмара уништава радио, а касније и моторне санке и тако својој породици прекида две последње везе са спољним светом. Једног дана, након свађе са Венди, Џек открива да је хотелски бар пун пића, а касније присуствује и забави коју је хотел приредио за њега, на којој ће се упознати са духом бармена Лојда. На забави плеше са духом младе згодне жене која покушава да га заведе. Када се Џек напије, хотел користи дух бившег чувара Грејдија да натера Џека на убиство своје жене и сина. Џек одбија, али моћи хотела, његова слабост према алкохолу и бес га надјачавају и он подлеже контроли хотела. Џек напада Венди, али га она савладава уз Денијеву помоћ и заједно га закључавају у оставу. Грејдијев дух ослобађа Џека из оставе, након што му он обећа да ће убити Венди и донети му Денија. Џек напада Венди са чекићем, наневши јој тешке повреде, али она успева да побегне и закључа се у купатило. Џек удара чекићем у врата и прави рупу, кроз коју провлачи руку и покушава да откључа врата, али га Венди спречава, тако што га посече жилетом. 
У међувремену, Дени мислима шаље Халорану поруку у којој говори да је у невољи и да му је потребна помоћ. На путу до хотела, Халоран се бори са животињама од живе ограде и, када стигне, Џек му наноси тешке повреде. Док Џек јури Денија кроз ходнике хотела, полако добија контролу над собом и моли Денија да побегне. Дени назива Џека маском и лажним лицем хотела. Хотел поново преузима контролу над Џеком, терајући га да насилно разбије сопствено лице чекићем, уништавајући последње што је остало од Џека и остављајући његов дух хотелу. Дени се присећа да Џек није водио бригу о притиску грејача и да ће хотел ускоро експлодирати. Дени, Венди и Халоран успевају да побегну из хотела пре него што он експлодира и убије Џека. Халоран на моторним санкама одводи Денија и Венди на сигурно.
Епилог романа је смештен током наредног лета. Халоран, који је прихватио посао кувара у одмаралишту у Мејну, теши Денија због губитка његовог оца, док се Венди опоравља од повреда које јој је Џек нанео.

## Позадина
Након романа Кери и Салемово, који су смештени у његовом родном Мејну, Кинг је желео да промени место радње своје следеће књиге: „Желео сам да проведем годину дана ван Мејна, да би мој нови роман имао другачији контекст.” Отворио је карту на кухињском столу и прстом показао на случајно место за које се испоставило да је Болдер, Колорадо.
Дана 30. октобра 1974. Кинг се са својом женом пријавио у хотел „Стенли” у Колораду. Њих двоје били су једини гости хотела те ноћи: „Када смо стигли, особље се спремало да затвори хотел и ми смо били једини гости хотела, са свим тим дугим, празним ходницима.”
Десет година раније, Кинг је читао кратку причу „Veldt”, Реја Бредберија и био инспирисан да напише причу о особи чији се снови остварују. Године 1972. започео је роман назван Мрачни сјај о дечаку видовњаку, али му се идеја није свидела и напустио је писање ове књиге. Током ноћи у „Стенлију”, идеја му се вратила.
Кинг је са својом женом вечерао у великој трпезарији, у којој су били само њих двоје. Могли су да једу само једно јело и њихов сто је једини био постављен: „Све су столице биле подигнуте на столовима, осим наших, па је музика одзвањала салом. Осећао сам као да ме је Бог намерно довео овде, да чујем и видим све то. Када сам легао у кревет те ноћи, имао сам целу књигу у својој глави.” Након вечере, Кинг је одлучио да се прошета хотелом и завршио у бару, где му је пиће служио бармен Грејди.

Према Кинговим речима: „Те ноћи сањао сам како мој трогодишњи син трчи ходницима, гледајући преко рамена широм отворених очију и вриштећи. Јурило га је ватрогасно црево. Пробудио сам се сав у зноју, и био сам инч удаљен да паднем с кревета. Устао сам, запалио цигарету, сео на столицу и гледао кроз прозор и док је цигарета изгорела имао сам костур књиге у својим мислима.”
„Понекад се исповедамо. Увек кријемо оно о чему се исповедамо. То је један од разлога због којих стварамо причу. Када сам написао Исијавање, на пример, протагониста романа је човек који је поломио руку свом сину, који је у прошлости тукао децу, који је пребио самог себе. Као млад отац двоје деце, био сам ужаснут сопственим осећањима антагонизма према својој деци. Помислио сам како има много младих очева и мајки који се љуте на своју децу. Да, било је момената када сам био љут на своју децу и када сам желео да их повредим. Моја деца су сада велика, имају тринаест, петнаест и осам година и сви су они супер деца и мислим да нисам дигао руку на њих последњих седам година, али било је времена...”
Исијавање је написано под великим утицајем романа Уклета кућа на брду, ауторке Ширли Џексон, кратких прича Едгара Алана Поа: „Пад куће Ашера” и „Маска црвене смрти”, као и бајке „Плавобради” Шарла Пероа.
Наслов романа инспирисан је песмом Џона Ленона „Instant Karma!”, која садржи стих: „We all shine on”.

## Симболика
Три најважнија детаља у Исијавању појављују се пре почетка самог романа. Ови детаљи су заправо цитати и кључни су за разумевање дела.
Први цитат је и најважнији. То је одломак узет из дела „Маска црвене смрти” Едгара Алана Поа. У Поовој причи, измишљени средњевековни принц се, заједно са другим племићима, закључао у замак, како би себе и њих спасио од болести (црвене смрти). Једном приликом одлучио је да приреди бал под маскама. У поноћ се на балу појављује црвена смрт и све их убија. Прича се завршава са реченицом: „Мрак и пропаст и црвена смрт завладаше над свима”, која се неколико пута појављује у Исијавању.
Поједини детаљи из „Маске црвене смрти” појављују се и у Исијавању. Црвена боја истакнута је у оба дела. У Поовој причи црвена смрт оставља црвене мрље по телу, а нарочито по лицу жртве. Када се црвена смрт појави на балу, њено одело попрскано је крвљу. Просторија у којој црвена смрт убија све госте на балу има прозоре као крв црвене. Крв такође игра сличну улогу у Исијавању. Денија стално прати крв и мождана материја кроз дело, поготово када је у хотелу. Џек види крв како излази из сата. 
Постоје и друге сличности међу овим причама. Кинг се у опису хотела „Видиковац” фокусира на његову грандиозност и одсеченост од света, као и По у опису замка. У обе приче помиње се велики часовник са натприродним моћима. Мотив маски приметан је у оба дела. У Поовој „Маски црвене смрти” сви ликови на балу носе маске. У Исијавању главни ликови се крију иза маски у метафоричном смислу. Дени на крају дела назива Џека маском и лажним лицем хотела. Џек присуствује балу који је хотел приредио за њега, на коме гости носе маске.
Други цитат је краћи од првог и гласи: „Спавање разума ствара чудовишта”. То је шпанска фраза коју је користио уметник Франсиско Гоја. На Гојиној слици уметник спава на столу, док разне летеће животиње − сове, које симболизују лудост и слепи мишеви, који симболизују неукост, лете изнад њега. Уметников сан представља његово виђење шпанског друштва у оно доба − по његовом мишљењу необразовано. Гојино дело игра на границама сна и јаве, рационалног и ирационалног, природног и натприродног. Кингов роман хода по сличним границама. Унутар хотела „Видиковац”, сва три члана породице Торенс имају потешкоће да разликују стварност од илузије. У роману Кинг ствара сопствену верзију Гојине експресије. И Џек и Дени се слажу да: „Ово нељудско место ствара људска чудовишта”.
Трећи и последњи цитат је пословица: „Кад засија, засијаће”, обично коришћена да би се описало време. Она добија другачије значење у контексту романа, где исијавање представља психичку моћ. Ако се исијавање посматра као природни феномен, овај цитат сугерише на предвиђање будућности. Да су Џек и Венди веровали исијавањима свог сина, трагедија која се десила у хотелу „Видиковац” могла је бити избегнута.

## Избачени пролог и епилог
Оригинално, у књизи је постојао пролог „Пре представе”, који је садржао догађаје из прошлости хотела „Видиковац”, као и епилог „Након представе”. Ниједан од ова два дела није се нашао у финалној верзији романа. Пролог и епилог објављени су тек у специјалној едицији Исијавања 2017. године.

## Адаптације
Роман је 1980. адаптиран у истоимени филм, који је режирао Стенли Кјубрик. Иако је Стивен Кинг био разочаран овом адаптацијом, она се сматра једним од најбољих хорор филмова свих времена. Кингово мишљење о филму се и даље није променило.
Роман је такође адаптиран и у телевизијску мини-серију, која је премијерно емитована 1997. године. Стивен Кинг је писао и помно пратио сценарио, како би се осигурао да она прати причу романа. Серија је стекла популарност и признања критичара, али последњих година добија мање позитивних критика него Кјубриков филм.
Роман је адаптиран и у форми истоимене опере, 2016. године.